# Công ty bia Thanh Đảo
Công ty bia Thanh Đảo (Trung văn giản thể: 青岛啤酒厂; Trung văn phồn thể: 青島啤酒廠; bính âm: Qīngdǎo píjiǔchǎng; tiếng Đức: Germania-Brauerei) là nhà máy bia lớn thứ hai của Trung Quốc, với khoảng 15% thị phần trong nước. Hãng được thành lập vào năm 1903 bởi những người định cư Đức ở Thanh Đảo, tỉnh Sơn Đông. Logo của nó hiển thị hình ảnh của Sạn Kiều, một bến tàu trên bờ phía nam của Thanh Đảo.

## Lịch sử
Nhà máy bia Thanh Đảo được thành lập bởi Công ty bia Anh-Đức, một công ty cổ phần Anh-Đức có trụ sở tại Hồng Kông, người sở hữu nó cho đến năm 1916. Nhà máy bia được thành lập vào ngày 15 tháng 8 năm 1903 với tên gọi Germania-Brauerei (Nhà máy bia Germania) với số vốn thanh toán 400.000 đô la bạc Mexico được chia thành 4.000 cổ phiếu có giá 100 đô la mỗi cái.
Thành viên sáng lập Ban kiểm soát:
- John Prentice, của SCFarnham, Boyd & Co., Ltd., Shanghai
- Alexander McLeod, của Gibb, Livingston & Co., Shanghai
- CW Wrightson, của Fearon, Daniel & Co., Shanghai
- Max Slevogt, của Slevogt & Co., Shanghai
- J.Jürgen Block, của H. Sietas & Co., Qufu

Ban giám đốc nhà máy bia
- Heinrich Seifart (1904 – 25.11.1907)
- Ernst Siemssen (Nov. 1907–1914)

Chuyên gia nấu bia
- R. Schuster (1904–1905)
- Martin Wehle (1906–14)

Mẻ bia đầu tiên được phục vụ ngày 22 tháng 12 năm 1904.
Vào ngày 16 tháng 8 năm 1916, một cuộc họp chung bất thường đã được tổ chức tại Thượng Hải. Những người thanh lý đã được chỉ định và quyết định công ty sẽ được bán cho Nhà máy bia Dai-Nippon (năm 1949 được tách thành Nhà máy bia Asahi và sau đó trở thành Nhà máy bia Sapporo). Chính quyền quân sự Nhật Bản tại Tsingtao đã phê chuẩn việc thanh lý vào ngày 9 tháng 9 năm 1916. Vốn chủ sở hữu của Đức xấp xỉ 70%. Cổ phần của Đức về giá bán được quy cho các cổ đông đã nằm trong tay các nhà thanh lý vào ngày 2 tháng 4 năm 1921.

### Quốc hữu hóa

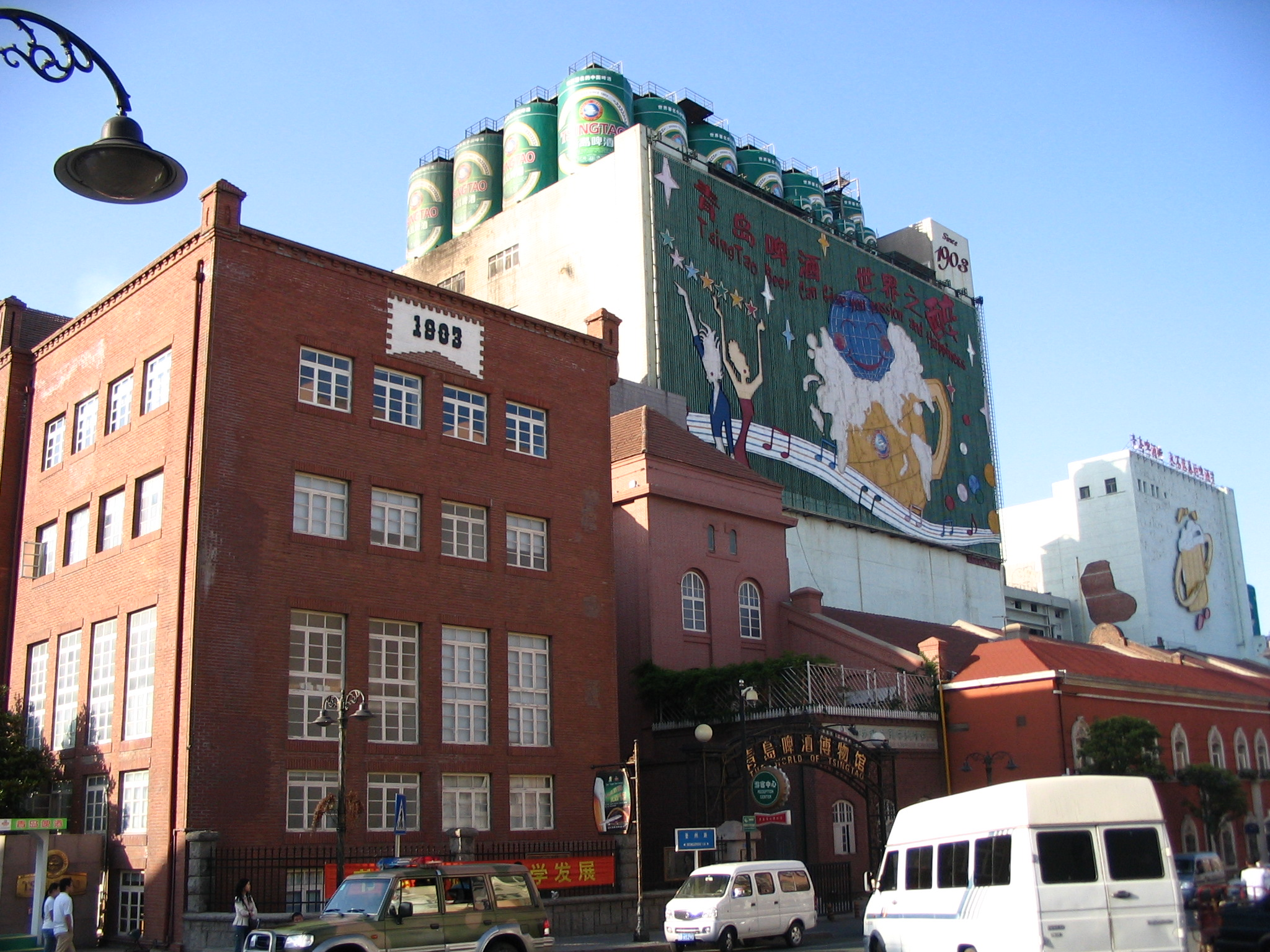
Nhà máy bia ở Thanh Đảo.

Sau khi Nhật Bản đầu hàng Đồng minh và rút lui khỏi Trung Quốc, Nhà máy bia Thanh Đảo đã biến thành một nhà máy bia Trung Quốc thuộc quyền sở hữu của gia đình Tsui và giám sát của chính phủ Quốc gia tại Nam Kinh. Tuy nhiên, thời hạn sở hữu này chỉ kéo dài đến năm 1949 khi, sau nội chiến, Cộng hòa Nhân dân Trung Hoa được thành lập. Không lâu sau, do chính sách của chính quyền mới, tất cả cổ phần tư nhân của Nhà máy bia Tsingtao trước đây thuộc về gia đình Tsui đã bị tịch thu và công ty trở thành doanh nghiệp nhà nước.

### Tư nhân hóa
Công ty đã được tư nhân hóa vào đầu những năm 1990 và năm 1993 sáp nhập với ba nhà máy bia khác ở Thanh Đảo và cuối cùng được đổi tên thành Công ty TNHH Nhà máy bia Tsingtao. Tại một thời điểm, 27% công ty thuộc sở hữu của Anheuser-Busch. Công ty đã từng sở hữu một số nhà máy bia khác ở Trung Quốc, một số trong đó cũng sản xuất Bia Tsingtao.
Vào ngày 23 tháng 1 năm 2009, Anheuser-Busch InBev tuyên bố rằng họ đã bán 19,9% cho Nhà máy bia Asahi với giá 667 triệu đô la Mỹ. Việc bán này sẽ khiến Asahi Breweries, Ltd. trở thành cổ đông lớn thứ hai tại Tsingtao chỉ sau Tập đoàn bia Tsingtao. Vào ngày 9 tháng 5 năm 2009 Anheuser-Busch InBev đã bán 7% còn lại cho ông trùm Trung Quốc Trần Phát Thụ với giá $ 235 triệu đô la Mỹ.
Vào tháng 1 năm 2017, Asahi Breweries đã thông báo rằng họ sẽ bán 20% cổ phần của mình tại Tsingtao mà họ đã sở hữu từ năm 2009; giá trị cổ phần này của công ty ước tính khoảng 1,1 tỷ USD.